# Jolla
Jolla Ltd. (от фин. jolla — шлюпка) — независимая финская компания, частично состоящая из бывших сотрудников Nokia, занимавшихся разработкой операционной системы для мобильных устройств MeeGo. Основное направление деятельности — разработка Sailfish OS, основанной на распространении и развитии ядра проекта Mer, который берет начало от проекта MeeGo.
Jolla продолжает работу, начатую в Nokia над смартфоном Nokia N9. После того, как Nokia прекратила своё участие в проекте MeeGo, директора и разработчики покинули Nokia и основали Jolla для продолжения развития MeeGo.
В ноябре 2013 года Jolla и российский Яндекс объявили о сотрудничестве.
Продажи смартфона Jolla начались в Финляндии в ноябре 2013 года, в конце июля 2014 года продажи стартовали в Казахстане, в России — в ноябре 2014 года.
19 ноября 2014 года компания представила свой первый планшет на Sailfish OS 2.0, но его продажи задержались из-за проблем с финансированием.

## Этимология
Название компании Jolla можно перевести с финского как маленькая лодка, шлюпка, небольшой спасательный плот. Также jolla переводится с финского, как «с помощью». Эта своеобразная игра слов намекает, что само устройство служит посредником между пользователем и информационной средой (интернет, приложения и прочее).

## История
Jolla была организована Сами Пиенимяки, Юсси Хурмола, Марком Диллоном, Стефано Москони, бывшими работниками Nokia, а также Антти Саарнио (Antti Saarnio), как компания, продолжающая разработку смартфонов на MeeGo. Для этой цели существующая финская компания Entity (основана в Марте 2011) была переименована в Jolla в октябре 2011 года. Сама MeeGo Linux возникла из-за слияния разработок Maemo (Nokia) и Moblin (Intel), обе основываются на Linux. После прекращения участия Nokia в проекте MeeGo Samsung заменил её (Nokia) как поставщик аппаратного обеспечения, создав проект Tizen. Тем не менее, MeeGo продолжил существование благодаря сообществу разработчиков, организовавших независимый проект Mer. Некогда крупнейший работодатель на рынке, Nokia начала терять свои позиции и пыталась сократить расходы. Многие сотрудники были уволены или сами покинули компанию. Программа Nokia’s Bridge была создана, чтобы выбрать, поддержать или создать новые стартап-компании из бывших сотрудников Nokia, чтобы помочь им зарабатывать на жизнь и попытаться смягчить негативный облик Nokia. ОС Jolla основана на MeeGo API, как естественном развитии ОС от проекта Mer, чтобы продолжить развивать свои собственные системы.
Благодаря программе Nokia’s Bridge руководители Nokia и Jolla свободно обсуждали планы развития Jolla, и CEO Jussi Hurmola не ожидает претензий по вопросам интеллектуальной собственности от Nokia. Тем не менее Nokia не передала Jolla патентов или другой интеллектуальной собственности для развития смартфонов Jolla, в результате Jolla не имеет таких прав.
Jolla не планирует поддерживать Nokia N9, так как это телефон Nokia, а не продукт Jolla.
27 ноября 2013 года центре Хельсинки на площади Narinkkatori первые 450 смартфонов Jolla были вручены покупателям, оформившим предварительный заказ. В широкую продажу смартфоны Jolla поступили в декабре 2013 года.

## Планы компании
Стратегия
6 июля 2012 года Jolla заявила, что совместно с международными частными инвесторами и партнерами намерена проектировать, разрабатывать и продавать новые смартфоны на базе Linux-системы и с новым пользовательским интерфейсом. Sailfish OS будет «основана на операционной системе MeeGo, с ядром проекта Mer», с Qt, QML и HTML5. Команда Jolla состоит из значительного числа бывших сотрудников Nokia, в основном инженеров и руководителей, и начинает интенсивно нанимать самых талантливых MeeGo-программистов для развития нового смартфона и его производства.
Юсси Хурмола рассказал, чем отличается Jolla от других компаний на рынке мобильной связи: «То, что отличает телефон Jolla от других производителей — это наш опыт. И то, что это делаем мы. Jolla стремится создать что-то новое по сравнению с iOS и Android. Мы хотим принести лучшее от MeeGo: многозадачность, интеграции приложений и интеграции данных. Я сам использую N9 для всех своих задач мобильной работы, и я наслаждаюсь тем, что все эти приложения всегда открыты (запущены). Мы хотим избавить пользователя от постоянного запуска и остановки приложений. Также пользовательский интерфейс должен быть настраиваемым.»
Понятно, что телефонам Jolla нужна сторонняя поддержка, приложения и экосистема. Следовательно, Jolla запустит онлайн-магазин приложений. «Создание экосистемы — это сотрудничество, это не поездка в одиночку. Мы собираем партнеров и концентрируем усилия MeeGo и Jolla. Я открыт для любого сотрудничества. Существуют различные формы сотрудничества, конечно, но главное в том, чтобы вырастить экосистемы». С Jolla MeeGo UI компания Jolla объединит старых партнеров MeeGo, разбросанных по всему миру.
Антти Саарнио, сказал: «Китай имеет самый большой и наиболее быстрорастущий рынок смартфонов в мире. Это соглашение с D.Phone является важным шагом в путешествии Jolla, чтобы становиться заметным игроком на мировом рынке смартфонов.». Mr. Donghai Лю, основатель и генеральный директор группы D.Phone, сказал: «Мы видим большой потенциал для Jolla в качестве нового игрока на китайском рынке смартфонов со свежим и уникальным пользовательским опытом Jolla. Совместной целью является достижение значительных объёмов продаж.» Контракт, подписанный Jolla, позволяет сотрудничать с D.Phone через группы розничной сети, вместе компании имеют общие цели по достижению значительных объёмов продаж в 150 млн смартфонов в Китае. Для развития бизнеса в Китае очень важно, что D.Phone является стратегическим партнером China Mobile, China Telecom и China Unicom. Ранее China Telecom был важным участником проекта MeeGo.
Важное значение для стратегии Jolla являются партнерство в рамках Альянса Sailfish OS.
Когда Jolla просили прокомментировать Tizen, компания написала в твиттере: «Ситуацию с Tizen сейчас трудно понять. Мы продолжаем работать с открытым исходным кодом MeeGo, и открыты для сотрудничества.»

## О компании
Руководство
Антти Саарнио (Председатель и Финансы), Томи Пиенимяки (CEO), Марк Диллон (Руководитель группы разработки),
Сами Пиенимяки (Вице-президент по продажам и развитие бизнеса), Стефано Москони (Директор по информационным технологиям), Юсси Хурмола (Стратегия компании), Альберто Мартинес (Координатор по работе с партнерами).
Что касается корпоративной культуры, Юсси Хурмола сказал: «Jolla очень динамичная структура. У нас есть 3 уровня в компании — инженеры / дизайнеры, руководители и топ-менеджеры. Руководители выходят из групп на основе их вклада и заслуг. Команды меняются в процессе работы и бизнес-итераций в соответствии с текущими задачами. В Jolla зарплата сотрудника зависит от взноса в предыдущей итерации бизнеса или развития».
Сотрудники
В феврале 2013 Jolla сообщила, на Mobile World Congress, что трудоустроило около 60 человек и запланировала до конца года довести число сотрудников до 120 человек. Команда включает большую часть инженеров, которые ранее работали в Nokia над разработкой Nokia N9 и пользовательского интерфейса.
Расположение
Компания имеет несколько штаб-квартир (в Руохолахти, Хельсинки и R&D офис в Тампере). Jolla также имеет R&D-подразделение и офис в Гонконге (Cyberport Hong Kong). Jolla так же планирует открыть R&D-офис в Оулу, где у Nokia работало много разработчиков.

## Продукция

### Устройства
- Jolla Phone — Смартфон с 4,5-дюймовым IPS qHD дисплеем, 16 ГБ встроенной памяти, 1 ГБ ОЗУ, слотом microSD и восьмимегапиксельной камерой.
- Jolla Tablet — планшет с 64-битным процессором Intel, 7,85 дюймовым IPS-дисплеем, 32 ГБ встроенной памяти, 2 ГБ ОЗУ, слотом microSD, 5-мегапиксельной основной и 2-мегапиксельной фронтальной камерами.
- The Other Half — сменная крышка для Jolla phone, которая может использоваться для различных целей. Она имеет NFC-чип и питание от устройства, может иметь собственные ОЗУ, процессор, программы или устройства, может изменять производительность смартфона, будучи легко заменяемым аксессуаром, как, например, клавиатура.
- Jolla C — смартфон с 5-дюймовым IPS-дисплеем с HD-разрешением, 16 ГБ встроенной памяти, 2 ГБ ОЗУ, слотом microSD и 8-мегапиксельной камерой. Де-факто является европейской версией смартфона Intex Aqua Fish.

## The Other Half
Важно также иметь в виду, что The Other Half — это не просто задние панели из пластика, как у других смартфонов. Эти панели могут содержать встроенное программное обеспечение и/или аппаратные средства, что может изменить параметры или характеристики устройства.
«Это одна из самых сильных вещей, которая у нас есть… очень простой пример, может быть, что у вас есть крышки с различными цветами. Таким образом, вы измените заднюю панель устройства на красный — для ужина или чёрный — для офиса. Крышки The Other Half изменят пользовательский интерфейс или добавят контент, потому что есть связь между ними и устройством. The Other Half также может добавить больше памяти устройству, например для дополнительного контента, который может быть использован художниками или музыкантами в эксклюзивных сериях телефонов», сообщил Марк Диллон. Во время #JollaLoveDay в Хельсинки были показаны около 12 различных цветов сменных The Other Half задних крышек.
Маркетинг и продвижение
Чтобы проверить спрос на новый продукт, Jolla запустила систему предварительного заказа (https://web.archive.org/web/20130521141843/https://join.jolla.com/en), направленную на нескольких европейских стран (Финляндию, Швецию, Данию, Великобританию, Германию, Испанию, Францию и Италию). В связи с огромным спросом в течение 8 дней были выкуплены все бонусные пакеты за 40 евро (стоимость самого устройства оценивается в 399 евро). Также по требованию покупателей предзаказ был открыт для всех стран ЕС, Швейцарии и Норвегии. Предзаказ доступен для людей всего остального мира после процедуры регистрации. Успех кампании и предварительных заказов также является доказательством популярности Jolla.